# Scopula separata
Scopula separata is een vlinder uit de familie spanners (Geometridae). De wetenschappelijke naam van deze soort is voor het eerst geldig gepubliceerd in 1875 door Walker.
De soort komt voor in tropisch Afrika.